# دلونیکس بکل
دلونیکس بکل (نام علمی: Delonix baccal) نام یک گونه از زیرخانواده ارغوانیان است.